# Dân chủ Athena

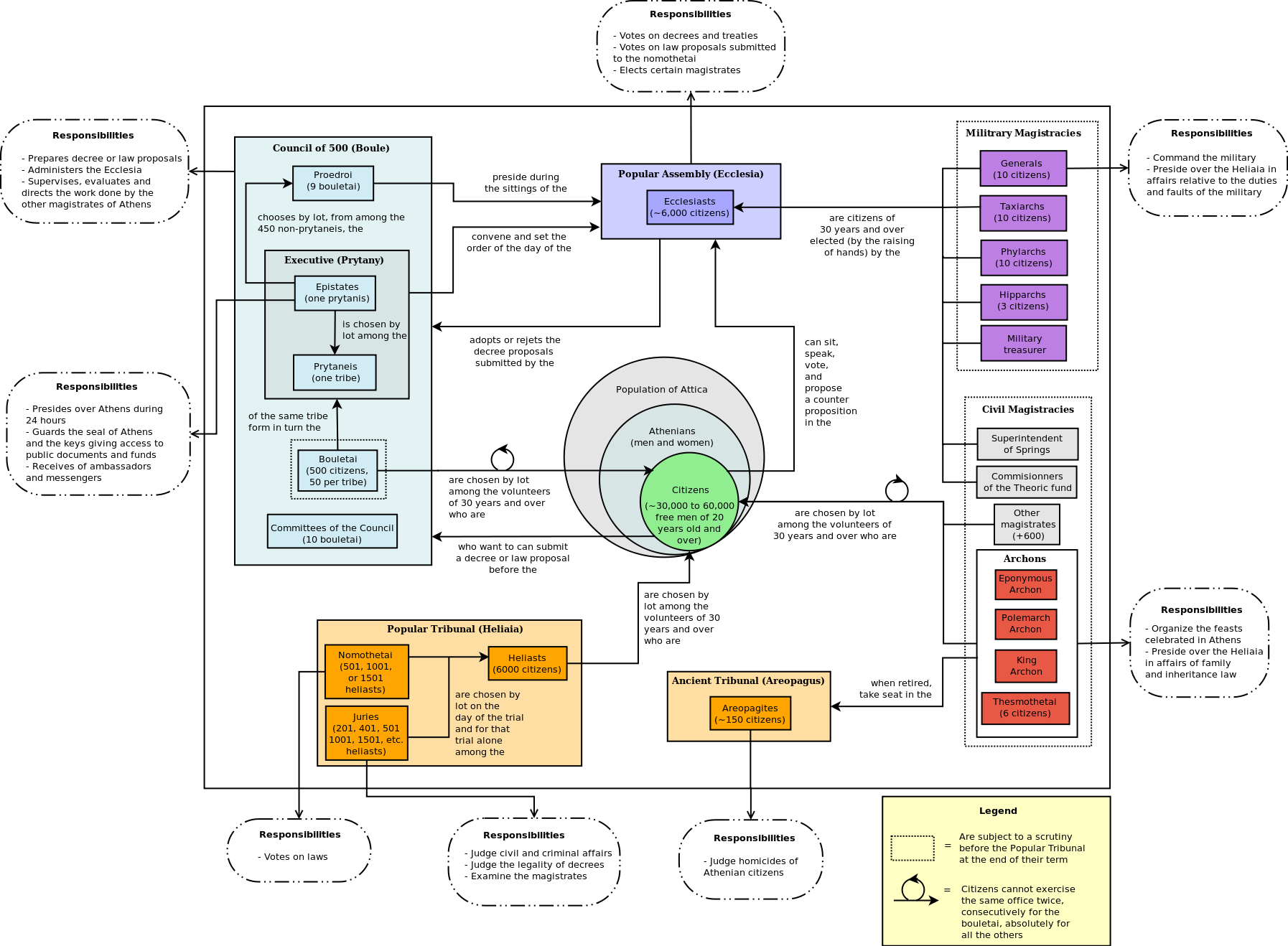
Tổ chức nhà nước của người Athena, thế kỷ thứ 4 TCN

Dân chủ Athena phát triển ở thành phố Athena, nước Hy Lạp cổ đại, bao gồm trung tâm bang/thành phố Athena và vùng phụ cận vùng lãnh thổ Attica, khoảng năm 500 TCN. Dân chủ Athena là một trong những nền dân chủ đầu tiên được biết đến và có lẽ là nền dân chủ quan trọng nhất trong thời cổ đại. Những thành phố Hy Lạp khác cũng thiết lập dân chủ nhưng không phải tất cả mà phần lớn noi theo mô hình Athena, nhưng không có nền dân chủ nào mạnh hay ổn định (hay được soạn thảo tốt) như của Athena. Nó vẫn còn là một thử nghiệm độc đáo và hấp dẫn ở nền dân chủ trực tiếp mà ở đó người dân không bầu các đại diện để họ bỏ phiếu nhân danh nhân dân mà là họ bầu các đạo luật về hành pháp và lập pháp bằng chính quyền của họ. Chắc chắn việc tham gia không dành cho tất cả cư dân Attica, nhưng những nhóm cư dân thì được quy định không dính líu đến vấn đề kinh tế và họ đã tham gia với quy mô lớn.

## Các lãnh đạo
Những người như Solon (594 TCN), Cleisthenes (509 TCN) và Ephialtes của Athena (462 TCN) đã đóng góp vào sự phát triển của dân chủ Athena. Các nhà sử học không tán thành ai trong số họ chịu trách nhiệm về những thể chế nào, và ai trong số họ đã đại diện chính cho một phong trào dân chủ thực sự. Ý kiến thường thấy nhất cho đến ngày nay cho rằng dân chủ Athena do Cleisthenes khởi xướng, bởi vì việc thiết lập của Solon đổ vỡ và được thay thế bằng chính thể chuyên chế của Peisistratus, trong khi đó Ephialtes đã của Cleisthenes một cách hòa bình.
Hipparchus, anh trai của bạo chúa Hippias, bị Harmodius và Aristogeiton giết. Những người đó sau này được người dân Athena tôn kính vì có công khôi phục lại tự do cho người Athena.
Pericles là lãnh đạo dân chủ vĩ đại và lâu dài nhất; sau khi chết, nền dân chủ Athena bị gián đoạn trong thời gian ngắn hai lần do cuộc cách mạng đầu sỏ nhằm kết thúc Chiến tranh Peloponnesian. Nền dân chủ này bị thay đổi đôi chút sau khi nó được khôi phục dưới thời Eucleides; giá trị chi tiết nhất là ở sự điều chỉnh ở thế kỷ thứ 4 TCN này chứ không phải dưới thời Pericles.
Nền dân chủ Athena bị người Macedonia đàn áp năm 322 TCN. Chính thể Athena sau đó được phục hồi, nhưng mức độ dân chủ thực sự của nó thì vẫn còn tranh cãi.
Các lãnh đạo (basileus) của nhà nước dân chủ Athena (1068 - 332 TCN:
Medon: 1068 - 1048 TCN.
Acastus: 1048 - 1012 TCN.
Archippus: 1012 - 993 TCN.
Thersippus: 993 - 952 TCN.
Phorbas: 952 - 922 TCN.
Megacles: 922 - 892 TCN.
Diognetus: 892 - 864 TCN.
Pherecles: 864 - 845 TCN.
Ariphron: 845 - 825 TCN.
Thespieus: 824 - 797 TCN.
Agamestor: 796 - 778 TCN.
Aeschylus: 778 - 755 TCN.
Alcmaeon: 755 - 753 TCN.
Charops: 753 - 743 TCN, thời kỳ này, quyền lực của basileus bị giới hạn xuống còn 10 năm.
Aesimides: 743 - 733 TCN
Clidicus: 733 - 723 TCN
Hippomenes: 723 - 713 TCN
Leocrates: 713 - 703 TCN
Apsander: 703 - 693 TCN
Eryxias: 693 - 683 TCN
Creon: 682 - 681 TCN. 
Lysiades: 681 - 680 TCN
Tlesias: 679 - 671 TCN	
Leostratus: 671 - 669 TCN
Pisistratus: 669 - 668 TCN	
Autosthenes: 668 - 665 TCN
Miltiades: 664 - 646 TCN
Dropides: 645 - 639 TCN	
Damasias: 639 - 634 TCN
Epaenetus: 634 - 632 TCN
Megacles: 632 - 625 TCN. Năm 630, Cylon nổi loạn chống chính quyền.
Aristaechmus: 624 - 621 TCN
Dracon: 621 - 615 TCN. Luật Dracon ban hành là bộ luật nghiêm khắc nhất Hy Lạp (621 TCN)
Heniochides: 614 - 605 TCN
Aristocles: 605 - 600 TCN
Critias: 600 - 597 TCN
Cypselus: 597 - 596 TCN
Telecles: 596 - 595 TCN
Philombrotus: 595 - 594 TCN
Solon: 594 - 593 TCN; tiến hành cải cách lớn làm thay đổi nước Athena.	
Dropides: 593 - 592 TCN
Eucrates: 592 - 591 TCN
Simon: 591 - 590 TCN
Phormion: 589 - 588 TCN
Philippus: 588 - 586 TCN
Damasias: 582 - 580 TCN
Archestratidas: 577 - 570 TCN
Aristomenes: 570 - 566 TCN
Hippocleides: 566 - 561 TCN
Peisistratos: 560 - 527 TCN
Hippias: 527 - 510 TCN
Hipparchus: 527 - 514 TCN
Scamandrius: 510 - 509 TCN, dân chủ Athena thành lập.
Lysagoras: 509 - 508 TCN
Cleisthenes: 508 - 506 TCN
Acestorides: 504 - 501 TCN
Hermocreon: 501 - 500 TCN
Smyrus: 500 - 499 TCN
Lacratides: 499 - 498 TCN
Archias: 497 - 496 TCN	 
Hipparchus: 496 - 495 TCN	 
Philippus: 495 - 494 TCN 
Pythocritus: 494 - 493 TCN
Themistocles: 493 - 490 TCN
Callimachus, Miltiades: 490 - 489 TCN
Aristides: 489 - 488 TCN
Anchises: 488 - 487 TCN	
Telesinus: 487 - 486 TCN 	
Ceures: 486 - 485 TCN
Philocrates: 485 - 484 TCN	 	
Leostratus: 484 - 483 TCN	 	
Nicodemus: 483 - 482 TCN
Hypsichides: 481 - 480 TCN
Calliades: 480 - 479 TCN
Xanthippus: 479 - 478 TCN
Timosthenes: 478 - 477 TCN	
Adimantus: 477 - 476 TCN	
Phaedon: 476 - 475 TCN		
Dromoclides: 475 - 474 TCN	
Acestorides: 474 - 473 TCN	
Menon: 473 - 472 TCN	
Chares: 472 - 471 TCN	
Praxiergus: 471 - 470 TCN	
Apsephion: 469 - 468 TCN	
Theagenides: 468 - 467 TCN	
Lysistratus: 467 - 466 TCN	
Lysanias: 466 - 465 TCN
Sophanes: 465 - 464 TCN
Cimon: 464 - 462 TCN 
Ephialtes: 462 - 461 TCN
Euthippus: 461 - 460 TCN
Phrasicles: 460 - 459 TCN
Philocles: 459 - 458 TCN
Habron: 458 - 457 TCN
Mnesitheides: 457 - 456 TCN	
Callias: 456 - 455 TCN	
Sosistratus: 455 - 454 TCN	
Ariston: 454 - 453 TCN
Lysicrates: 453 - 452 TCN
Chaerephanes: 452 - 451 TCN
Antidotus: 451 - 450 TCN
Euthydemus: 450 - 449 TCN	
Pedieus: 449 - 448 TCN
Philiscus: 448 - 447 TCN
Timarchides: 447 - 446 TCN
Callimachus: 446 - 445 TCN	
Lysimachides: 445 - 444 TCN;
```
Hòa bình giữa Athena và Sparta
```

Pericles: 444 - 430 TCN
Apollodorus: 430 - 429 TCN
Phormio: 429 - 428 TCN
Cleon: 423 - 422 TCN
Nicias: 421 - 418 TCN
Nicostratus: 418 - 417 TCN
Alcibiades: 418 - 416 TCN
Nicias: 416 - 415 TCN
Alcibiades: 415 - 414 TCN
Lamachus: 414 - 413 TCN
Eurymedon, Demosthenes và Nicias: 413 - 411 TCN
Simichus và Aristarchus: 411 - 409 TCN
Anytus: 409 - 407 TCN
Alcibiades, Adeimantus, và Aristocrates: 406 - 405 TCN
Pericles Archestratus, Thrasylus,, Lysias, Diomedon, Aristocrates, Erasinides, Protomachus và Aristogenes: 406 - 405 TCN
Alexias: 405 - 404 TCN
Pythodorus: 404 - 403 TCN, Sparta thành lập chính quyền 30 bạo chúa.
Eucleides: 403 - 402 TCN, Ba mươi bạo chúa bị trục xuất, dân chủ thiết lập lại.
Micon: 402 - 401 TCN	
Xenaenetus: 401 - 400 TCN	
Aristocrates: 399 - 398 TCN, Triết gia Socrates tự tử.
Euthycles: 398 - 397 TCN	
Souniades: 397 - 396 TCN	
Phormion: 396 - 395 TCN	
Diophandus: 395 - 394 TCN, Athens tham gia vào cuộc chiến tranh Coring chống lại Sparta
Ebulides: 394 - 393 TCN
393 BC-392 BC	 Demostratus
392 BC-391 BC	 Philocles	
391 BC-390 BC	 Nicoteles
(còn tiếp)...

## Vị trí và bản chất
Dân chủ cổ điển là dân chủ trực tiếp và Athen là nơi xuất hiện của một nền dân chủ như vậy. Ngoài Athens, còn có các thành bang khác của Hy Lạp nhưng trong tất cả các bang này Athen là nổi bật nhất và mạnh nhất. Nền dân chủ trực tiếp ở Athens phát triển trong khoảng thời gian 800-500 TCN (trước kỉ nguyên Ki tô giáo). Người Athens thực sự tự hào về nên dân chủ trực tiếp trong thành bang của họ.

## Những đặc điểm tiêu biểu
Những đặc điểm tiêu biểu của nên dân chủ Athen vốn được coi là biểu tượng của nền dân chủ cổ điển.
Nền dân chủ cổ điển của Athens được tổ chức với các buổi họp cộng đồng. Người dân Athen gặp nhau định kì để bàn thảo về tình hình đất nước và đưa ra các chính sách và các quyết định.
(2) Tất cả các vị trí công toàn thời gian được người Athen lựa chọn thông qua rút thắm hoặc bầu cử.
(3) Việc tổ chức được thực hiện như vậy nhằm để mọi người dân có được (ít nhất một lần trong đời) cơ hội tham gia vào các chức vụ của nhà nước.
(4) Người Athen không bao giờ do dự khi tham gia vào các công việc của nhà nước hay khi gánh vác trách nhiệm.
(5) Các vị trí công quay vòng giữa tất cả các công dân và không yêu cầu chuyên môn cho việc điều hành chính quyền.
(6) Tuy nhiên, đối với các tướng lĩnh quân sự thì đòi hỏi phải trải qua sự đào tạo chuyên biệt. Bằng cách này, nền dân chủ Athen - đại diện cho nền dân chủ cổ điển - đã vận hành ở Hy Lạp cổ đại.

## Các lý tưởng của nền dân chủ cổ điển
Các lý tưởng của nền dân chủ cổ điển hay nền dân chủ Athen (hai thuật ngữ này có thể được sử dụng thay thế cho nhau) có thể được trình bày như sau. Các lý tưởng chính trị chính là: bình đẳng giữa tất cả mọi người (công dân), sự tự do, và tôn trọng luật pháp và công lý. Người Athen cực kì tôn trọng công lý và pháp luật. Điều mà ngày nay chúng ta gọi là cai trị theo pháp luật, thì đã tồn tại ở Hy Lạp cổ đại, và từ đó về sau, phân tán ra các khu vực khác của châu Âu.
Do sự phổ biến của sự bình đẳng trong thành bang Hy Lạp nên tất cả các công dân có thể có được cơ hội để tham gia vào quá trình hoạch định chính sách của nhà nước. Thucydides đã trình bày các lý tưởng và mục tiêu này của nền dân chủ Athens trong một bài diễn văn trong tang lễ của Pericles.
Thucydides (460-399 BC) cho rằng nền dân chủ Athena là độc nhất theo nghĩa rằng hiến pháp, hệ thống quản lý, các thiết chế của nó không sao chép từ các hệ thống khác. Thay vào đó nền dân chủ Athena là một mô hình được theo sau bởi các thành bang khác. Mọi người Athen có quyền được đối xử bình đẳng theo pháp luật.
Bình đẳng trước pháp luật và sự đối xử bình đẳng của pháp luật cho phép công lý thắng thế trong hầu hết mọi lĩnh vực của xã hội. Đời sống chính trị được tự do và cởi mở. Tất cả các công dân quan tâm tích cực vào các vấn đề chung. Mọi người tuân thủ luật pháp và quyền uy. Các tranh chấp được tự giải quyết với nhau.

## Giải thích của Aristotle về dân chủ
Tác phẩm Chính trị luận của Aristotle (được viết khoảng năm 335 - 323 trước Công nguyên) cung cấp một giải thích tuyệt vời về dân chủ. Ông nói: "Nền tảng của hiến pháp dân chủ là tự do. Người dân liên tục tuyên bố như thế, hàm ý rằng chỉ có trong hiến pháp như thế mới có tự do. Mọi nền dân chủ duy trì tự do vì mục đích của chính nó. "Cai trị rồi đến lượt mình bị cai trị" là một trong những thành tố của tự do.
Tiếp theo, lý tưởng dân chủ coi công lý dựa trên sự bình đẳng về mặt số học, chứ không phải sự bình đẳng dựa trên phẩm chất và khi tư tưởng này chiếm ưu thế, thì người dân chắc chắn nắm chủ quyền quyền tối cao, và bất cứ điều gì mà đa số quyết định sẽ là chung cuộc và trở thành công lý... Kết quả là trong các nền dân chủ người nghèo có nhiều quyền lực hơn người giàu. "Hãy sống như bạn thích" là một dấu hiệu nữa của một người tự do. "Sống không theo ý mình là dấu hiệu của sự nô lệ".
Trong đoạn văn ở trên Aristotle đã mô tả các đặc trưng cơ bản của nền dân chủ. Tự do, công lý và chủ quyền của nhân dân là những trụ cột cơ bản của nền dân chủ. Aristotle dành ưu tiên cho ba đặc trưng này. Ông tin rằng chỉ có trong chế độ dân chủ việc cai trị rồi đến lượt mình bị cai trị mới có thể diễn ra. Điều này không xuất hiện trong các nhà nước không phải là dân chủ. Việc không có cơ hội để cai trị là biểu tượng của chế độ nô lệ. Ông cũng khẳng định rằng trong nền dân chủ bình đẳng phải được giải thích là bình đằng về mặt số học mà không dựa trên phẩm chất.

## Các nguyên tắc của nền dân chủ
Aristotle đã phác thảo ra một số nguyên tắc cơ bản của nền dân chủ. Chúng cũng có thể được gọi là các đặc trưng cơ bản của nền dân chủ. Chúng tôi vừa tìm hiểu khái niệm về dân chủ được trình bày trong  tác phẩm Chính trị luận.

## Sau đây là những nguyên tắc
1. Các quan chức của thành bang sẽ được lựa chọn thông qua bầu cử và mọi công dân đều đủ tư cách cho tất cả các vị trí này.
2. Một nguyên tắc chung sẽ vận hành đối với toàn thành ban và quy tắc là điều gì áp dụng cho mỗi người và thì sẽ áp dụng cho tất cả.
3. Tất cả các công dân có đủ tư cách cho tất cả các vị trí, ngoại trừ các vị trí đòi hỏi trình độ chuyên môn hoặc kinh nghiệm đặc biệt.
4. Việc nắm giữ chức vụ không phụ thuộc vào việc sở hữu tài sản.
5. Một người không nắm giữ chức vụ tương tự hai lần. Một người sẽ chỉ được phép nắm giữ chức vụ một lần trong đời. Tuy nhiên, nguyên tắc này không có hiệu lực khi ngoài chiến trường.
6. Aristotle quy định nhiệm kỳ ngắn của các vị trí công.
7. Hội đồng xét sử sẽ được lựa chọn từ tất cả các công dân và sẽ xét xử đối với tất cả.
8. Quốc dân (trong tiếng Hy Lạp nó được gọi là hội nghị quốc dân) sẽ có quyền chủ quyền tối cao đối với bất cứ điều gì ngoại trừ vấn đề nhỏ nhặt.
9. Việc thanh toán cho sự phục vụ trong hội đồng, hội đồng xét sử và các vị trí công theo quy định.
11. Nền dân chủ không chấp nhận nhiệm kì suốt đời.

## Phê bình
Bất kể tính mới lạ hay tầm quan trọng của nền dân chủ cổ điển Athens, các nhà phê bình không có thiện cảm với nó.

### Có một số chỉ trích như sau:
1) Nền dân chủ Athen chỉ giới hạn tới một phần nhỏ dân số. Các công dân nam trên 20 tuổi mới có thể tham gia tích cực vào công việc của nhà nước. Các công dân nữ, không bất kể trình độ của họ, không có tự do hay quyền tham gia vào các vấn đề chính sách. Vì vậy, nền dân chủ cổ điển là nền dân chủ của công dân nam hay các gia trưởng. Người phụ nữ không có quyền dân sự và chính trị.
2) Một số lượng lớn cư dân Athens cũng không đủ tư cách để tham gia vào tiến trình chính trị của thành bang. Họ là những người nhập cư và người nô lệ. Ở Athens có một số lượng lớn người nhập cư sinh sống và đóng góp của họ nền văn hóa và sự phát triển của Athen,vv.. không phải là không đáng kể. Người nô lệ ở Athens chiếm một phần lớn trong toàn bộ dân số và đóng góp quan trọng cho nền kinh tế Athen, vì nó phát triển trên sức lao động của họ. Nhưng họ không được phép tham gia vào các vị trí công và các công việc khác của nhà nước.
3) Việc đối xử với nô lệ và những người nhập cư chứng minh sự không tồn tại các quyền và sự bình đẳng trong xã hội Athen.
4) Tất cả các công dân không được hưởng vị thế bình đẳng và tất cả các cơ hội không để mở cho tất cả.
5) Nhiều người đã gọi nền dân chủ Athen là sự chuyên chế của thiểu số.
6) Held nói rằng các khía cạnh khác nhau của nền dân chủ cổ điển cũng có thể bị tra vấn về tính hợp pháp.